# Alessandro Nini
Alessandro Nini (1. listopadu 1805 Fano – 27. prosince 1880 Bergamo) byl italský hudební skladatel.

## Život
Narodil se v městě Fano, blízko Pesara. Byl soukromým učitelem hudby ruského šlechtice žijícího v Bologni a odcestoval s ním i do Petrohradu. Po návratu do Itálie debutoval jako operní skladatel 11. listopadu 1837 v divadle Teatro San Benedetto v Benátkách operou Ida della Torre. Zkomponoval osm oper, ale skládal i chrámovou, symfonickou a komorní hudbu. Za jeho nejlepší dílo je považována opera La marescialla d'Ancre.
Byl jedním ze skladatelů, které Giuseppe Verdi vyzval k napsání společného Requiem k uctění památky Gioachina Rossiniho (Messa per Rossini). Zkomponoval 5. sekvenci druhého dílu Ingemisco pro sólový tenor a sbor.

## Dílo
- Ida della Torre (libreto Carlo Beltrame, 1837 Benátky, Teatro San Benedetto)
- La marescialla d'Ancre (1839 Padova; přepracovaná verze: 1847 Milán)
- Cristina di Svezia (1840 Janov)
- Margherita d'Yorck (1841 Benátky, Teatro La Fenice)
- Odalisa, dramma lirico (libreto Giacomo Sacchero, 1842 Milán, La Scala)
- Virginia (1842 Janov)
- Il corsaro (libreto Giacomo Sacchero, 1847 Turín, Teatro Carignano)
- Angiolello da Carignano (neprovedeno)